# Cirfontaines-en-Ornois
Cirfontaines-en-Ornois és un municipi francès situat al departament de l'Alt Marne i a la regió del Gran Est. L'any 2007 tenia 86 habitants.

## Demografia

### Població
El 2007 la població de fet de Cirfontaines-en-Ornois era de 86 persones. Hi havia 29 famílies de les quals 8 eren unipersonals (8 dones vivint soles i 8 dones vivint soles), 8 parelles sense fills i 13 parelles amb fills.
La població ha evolucionat segons el següent gràfic:
Habitants censats

### Habitatges
El 2007 hi havia 45 habitatges, 35 eren l'habitatge principal de la família, 6 eren segones residències i 4 estaven desocupats. 44 eren cases i 1 era un apartament. Dels 35 habitatges principals, 26 estaven ocupats pels seus propietaris, 6 estaven llogats i ocupats pels llogaters i 2 estaven cedits a títol gratuït; 2 tenien dues cambres, 3 en tenien tres, 4 en tenien quatre i 25 en tenien cinc o més. 29 habitatges disposaven pel capbaix d'una plaça de pàrquing. A 13 habitatges hi havia un automòbil i a 16 n'hi havia dos o més.

### Piràmide de població
La piràmide de població per edats i sexe el 2009 era:
| Homes | Edats   | Dones |
| ----- | ------- | ----- |
| 0     | 95 o +  | 0     |
| 0     | 90 a 94 | 0     |
| 0     | 85 a 89 | 0     |
| 0     | 80 a 84 | 0     |
| 8     | 75 a 79 | 4     |
| 4     | 70 a 74 | 4     |
| 0     | 65 a 69 | 4     |
| 0     | 60 a 64 | 0     |
| 0     | 55 a 59 | 0     |
| 4     | 50 a 54 | 4     |
| 4     | 45 a 49 | 4     |
| 4     | 40 a 44 | 0     |
| 0     | 35 a 39 | 0     |
| 4     | 30 a 34 | 4     |
| 4     | 25 a 29 | 0     |
| 0     | 20 a 24 | 4     |
| 4     | 15 a 19 | 4     |
| 4     | 10 a 14 | 0     |
| 0     | 5 a 9   | 0     |
| 0     | 0 a 4   | 0     |

## Economia
El 2007 la població en edat de treballar era de 55 persones, 37 eren actives i 18 eren inactives. De les 37 persones actives 33 estaven ocupades (20 homes i 13 dones) i 4 estaven aturades (1 home i 3 dones). De les 18 persones inactives 4 estaven jubilades, 7 estaven estudiant i 7 estaven classificades com a «altres inactius».
Activitats econòmiques
Dels 3 establiments que hi havia el 2007, 1 era d'una empresa extractiva i 2 d'empreses de construcció.
L'any 2000 a Cirfontaines-en-Ornois hi havia 9 explotacions agrícoles.

## Poblacions més properes
El següent diagrama mostra les poblacions més properes.